# 孔策沃站 (大環線)
昆采沃站（羅馬化：Kuntsevskaya）是莫斯科地鐵大環線的一個車站，2021年12月7日啟用。計劃可與阿爾巴特-波克羅夫卡線和菲利線的昆采沃站換乘。